# بشرة سوداء، أقنعة بيضاء
بشرة سوداء، أقنعة بيضاء ((بالفرنسية: Peau noire, masques blancs)‏) هو كتاب من تأليف الفيلسوف فرانتس فانون عام 1952. الكتاب مكتوب بأسلوب علم الثقافة الذاتية،  حيث يشارك فانون تجاربه الخاصة بينما يقدم نقدًا تاريخيًا لآثار العنصرية ونزع الصفة الإنسانية المتأصلة في حالات الهيمنة الاستعمارية على النفس البشرية.  هناك عملية مزدوجة اقتصادية ويتم استيعابها من خلال تجريد البشرة من الدونية.
يمكن تقسيم الإيحاءات العنيفة في فانون إلى فئتين: عنف المستعمر من خلال إبادة الجسد، والنفسية، والثقافة، إلى جانب تحديد الفضاء. وثانيًا عنف المستعمَر كمحاولة لاستعادة الكرامة والشعور بالذات والتاريخ من خلال النضال ضد الاستعمار. 